# Mathias Livbjerg
Mathias Livbjerg es un deportista danés que compitió en vela en la clase Europe. Ganó una medalla de oro en el Campeonato Mundial de Europe de 2013.

## Palmarés internacional
| Campeonato Mundial | Campeonato Mundial     | Campeonato Mundial | Campeonato Mundial |
| Año                | Lugar                  | Medalla            | Clase              |
| ------------------ | ---------------------- | ------------------ | ------------------ |
| 2013               | Sønderborg (Dinamarca) | Medalla de oro     | Europe             |